# End of the Road
«End of the Road» — песня, созданная в мае 1992 года для американской R&B группы Boyz II Men под лейблом Motown. Авторами и продюсерами стали Бэйбифейс, Эл Эй Рейд и Дэрил Симмонс (англ. Daryl Simmons). Это один из самых популярных синглов #1 группы Boyz II Men, получивший две награды Грэмми. Песня считается самой успешной в истории лейбла Motown, сместив хит The Jackson 5 — «I’ll Be There». Также этот сингл под лейблом Motown стал последним, которому удалось занять первое место в чарте Великобритании UK Singles Chart. Песня занимает #43 место в списке «Лучшая сотня чарта Billboard всех времен».

## Чартовые характеристики
Изначально песня была записана для саундтрека к фильму Эдди Мёрфи Бумеранг, песня (основная тема которой о расставании, когда мужчина не хочет чтобы любимая женщина уходила от него) возглавила американский чарт на 13 недель с 15 августа по 7 ноября 1992 года, установив новый рекорд по пребыванию в чарте. Прошлый рекорд в 11 недель принадлежал песне Элвиса Пресли «Hound Dog»/«Don't Be Cruel», и не был превзойден на протяжении 36 лет.
Однако, две недели спустя «End of the Road» покинул первое место, уступив песне Уитни Хьюстон «I Will Always Love You», остававшейся на вершине чарта 14 недель, на одну неделю больше чем «End of the Road». Впрочем, следующий сингл группы «I'll Make Love to You» достигнет рекорда Хьюстон, а совместная песня Boyz II Men и Мэрайи Кэри 1995 года «One Sweet Day» установит новый рекорд — 16 последовательных недель на вершине чарта.

## Награды и номинации
Церемония Грэмми 1993 года
- Лучшее R&B выступление дуэтом или группой в вокале — Boyz II Men — «End of the Road» (победитель)
- Лучшая R&B песня — Авторы: Babyface, Daryl Simmons, L.A. Reid — «End of the Road» (победитель)

## Кавер-версии
Песня была перепета несколькими артистами. Джанни Белла записал композицию с итальянским текстом под названием «A Tempo Indeterminato» для своего альбома «Belladonna» 1994 года. Панк-рок-группа Me First and the Gimme Gimmes включила её в свой список альбома «Take a Break», рок-группа We Are Scientists, так же как и Backstreet Boys, исполняла песню на концертах, соул певица Глэдис Найт спела песню в живую во время продвижения своего альбома «Just for You». А капелла версия была перезаписана группой для альбома 1997 года — «Motown: A Journey Through Hitsville USA». Урбан-джазовый басист Майкл Мэнсон перепел песню для своего альбома 2008 года «Up Front». Marcela Morelo записала песню на испанском языке для альбома «Otro plan».
Во время последней серии ситкома A Different World Уитли попросила всех спеть «End of the Road» на её выпускном вечере, когда она готовилась уезжать в Токио.
Корейская мужская группа U-KISS исполнили этот хит а капелла.

## Список композиций
CD Макси-сингл
1. «End of the Road» (Pop Edit) — 3:39
2. «End of the Road» (Radio Edit w/acappella end) — 4:13
3. «End of the Road» (LP Version) — 5:50
4. «End of the Road» (Instrumental Version) — 5:16

Виниловый 7" сингл
1. «End of the Road» (Pop Edit) — 3:39
2. «End of the Road» (Instrumental Version) — 5:16

## Позиции в чартах, сертификации и преемственность
| Чарт (1992)                     | Высшее место |
| ------------------------------- | ------------ |
| Australian ARIA Singles Chart   | 1            |
| Austrian Singles Chart          | 19           |
| Canadian Singles Chart          | 3            |
| Dutch Top 40                    | 1            |
| French SNEP Singles Chart       | 7            |
| German Singles Chart            | 6            |
| Irish Singles Chart             | 1            |
| New Zealand RIANZ Singles Chart | 1            |
| Norwegian Singles Chart         | 3            |
| Swedish Singles Chart           | 2            |
| Swiss Singles Chart             | 7            |
| UK Singles Chart                | 1            |
| U.S. Billboard Hot 100          | 1            |
| U.S. Billboard Hot R&B Singles  | 1            |

| Чарт (конец 1992 года)   | Позиция |
| ------------------------ | ------- |
| Australian Singles Chart | 3       |
| Dutch Top 40             | 9       |
| U.S. Billboard Hot 100   | 1       |

| Страна         | Сертификация    | Дата                | Продажи    |
| -------------- | --------------- | ------------------- | ---------- |
| Великобритания | Золотой диск    | 1 ноября 1992 года  | 400,000    |
| США            | Платиновый диск | 9 декабря 1992 года | 1,000,000+ |